# FA Charity Shield 1971
Lo FA Charity Shield 1971, noto in italiano anche come Supercoppa d'Inghilterra 1971, è stata la 49ª edizione della Supercoppa d'Inghilterra.
L'Arsenal, vincitore della First Division 1970-1971 e della FA Cup 1970-1971, decise di non prendere parte alla competizione che pertanto si è svolta il 7 agosto 1971 al Filbert Street di Leicester tra il Leicester City, vincitore della Second Division 1970-1971, e il Liverpool, finalista della FA Cup 1970-1971.
A conquistare il titolo è stato il Leicester City che ha vinto per 1-0 con rete di Steve Whitworth.

## Partecipanti
| Squadre        | Qualificazione                            | Partecipazioni precedenti (il grassetto indica la vittoria) |
| -------------- | ----------------------------------------- | ----------------------------------------------------------- |
| Leicester City | Vincitore della Second Division 1970-1971 | Nessuna                                                     |
| Liverpool      | Finalista della FA Cup 1970-1971          | 4 (1922, 1964,1965,1966)                                    |

## Tabellino
| Arbitro: | Patrick Partridge |

|               |           |  |
| Whitworth 15’ | Marcatori |  |

### Formazioni
| Leicester City:  |    |                 |  |          |
|                  |    |                 |  |          |
| P                | 1  | Peter Shilton   |  |          |
| D                | 2  | Steve Whitworth |  |          |
| D                | 5  | John Sjoberg    |  |          |
| D                | 6  | Graham Cross    |  |          |
| D                | 3  | David Nish      |  |          |
| C                | 7  | John Farrington |  |          |
| C                | 4  | Bobby Kellard   |  |          |
| C                | 10 | Jon Sammels     |  |          |
| C                | 11 | Lenny Glover    |  | Uscita   |
| A                | 8  | Alistair Brown  |  |          |
| A                | 9  | Rodney Fern     |  |          |
| Sostituzioni:    |    |                 |  |          |
| D                |    | Malcolm Manley  |  | Ingresso |
| Allenatore:      |    |                 |  |          |
| Jimmy Bloomfield |    |                 |  |          |

| Liverpool:    |    |                |  |     |
|               |    |                |  |     |
| P             | 1  | Ray Clemence   |  |     |
| D             | 2  | Chris Lawler   |  |     |
| D             | 4  | Tommy Smith    |  |     |
| D             | 5  | Larry Lloyd    |  |     |
| D             | 3  | Alec Lindsay   |  |     |
| C             | 7  | Ian Callaghan  |  |     |
| C             | 6  | Emlyn Hughes   |  |     |
| C             | 9  | Steve Heighway |  |     |
| C             | 11 | Brian Hall     |  | 46’ |
| A             | 8  | Alun Evans     |  | 60’ |
| A             | 10 | Bobby Graham   |  |     |
| Sostituzioni: |    |                |  |     |
| C             | 13 | Peter Thompson |  | 46’ |
| A             | 12 | John Toshack   |  | 60’ |
| Allenatore:   |    |                |  |     |
| Bill Shankly  |    |                |  |     |